# Sâncrai, Hunedoara
Sâncrai este un sat ce aparține orașului Călan din județul Hunedoara, Transilvania, România.

## Istoric
În evul mediu a avut o biserică parohială romano-catolică, cu hramul Sfântul Rege Ștefan. În secolul al XV-lea localitatea a fost distrusă de incursiunile otomane.

## Galerie de imagini

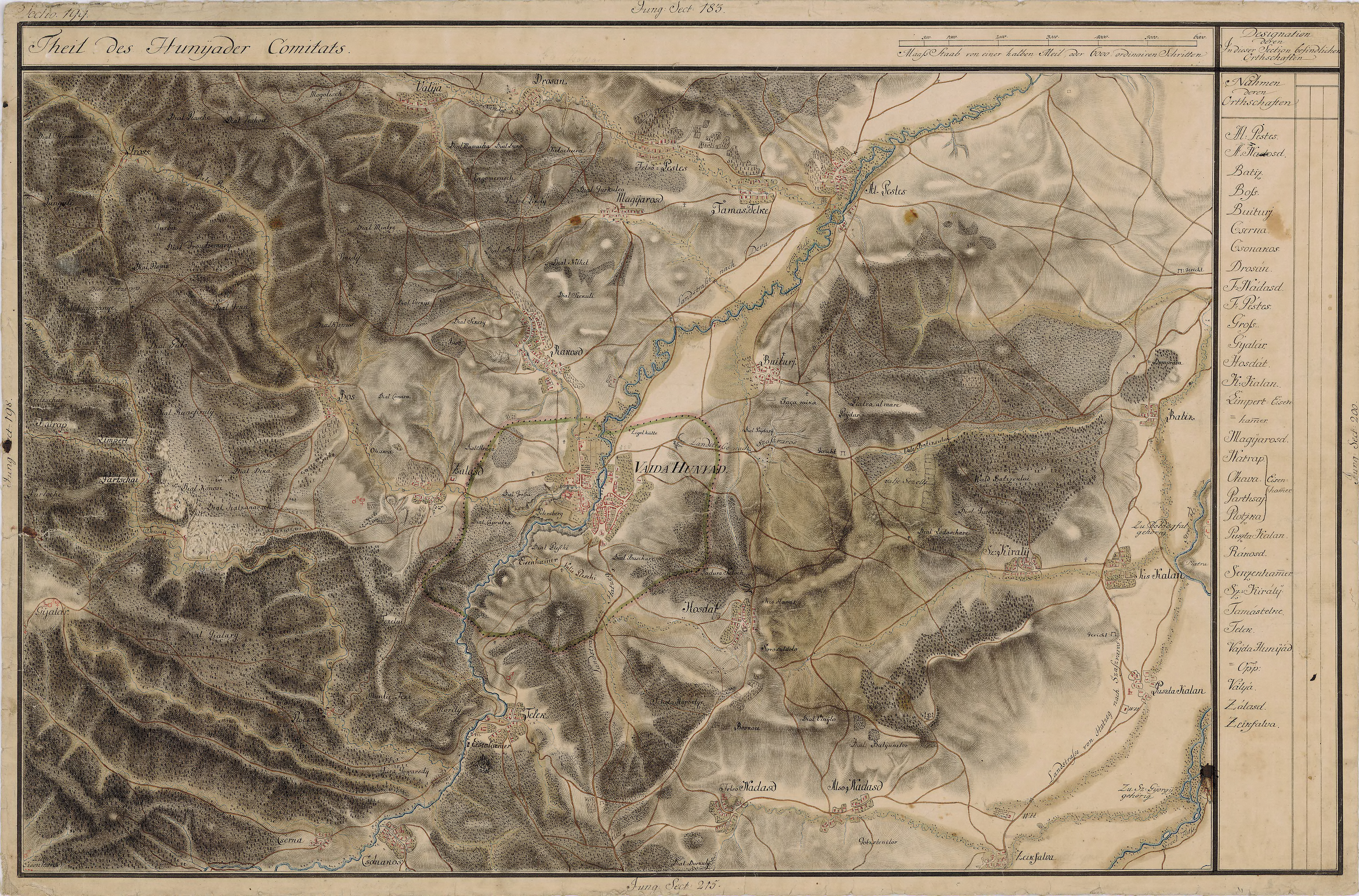
Sâncrai pe Harta Iosefină a Transilvaniei, 1769-1773